# Baryphyma duffeyi
Baryphyma duffeyi är en spindelart som först beskrevs av Alfred Frank Millidge 1954.  Baryphyma duffeyi ingår i släktet Baryphyma och familjen täckvävarspindlar. Inga underarter finns listade.